# 성곡중학교 (경기)
성곡중학교(城谷中學校)는 대한민국 경기도 부천시 오정구 작동에 있는 공립 중학교이다.

## 학교 연혁
- 1991년 9월 19일 : 성곡중학교 설립인가(30학급)
- 1993년 3월 1일 : 초대 정규제 교장 취임
- 1993년 3월 4일 : 제1회 입학식 13학급(667명)
- 1996년 2월 15일 : 제1회 졸업식(545명)
- 1999년 8월 30일 : 5층 8개 교실 증축
- 2000년 12월 31일 : 급식소 준공
- 2004년 8월 31일 : 신관교사 증축(교실 14, 특별실 3실)
- 2004년 12월 25일 : 도서관 지혜샘 개관
- 2005년 11월 11일 : 강당(다목적실) 개관
- 2009년 10월 26일 : 어학실 개관
- 2020년 1월 3일 : 제25회 졸업식 (7학급 214명) 총 누계 12,977명
- 2024년 1월 8일 : 제29회 졸업식 (6학급 165명)
- 2024년 3월 1일 : 제12대 황현자 교장 취임
- 2024년 3월 4일 : 제32회 입학식 (6학급 165명)

## 참고 자료
- 성곡중학교 - 한국교육학술정보원 학교알리미